# كهف ديتشن

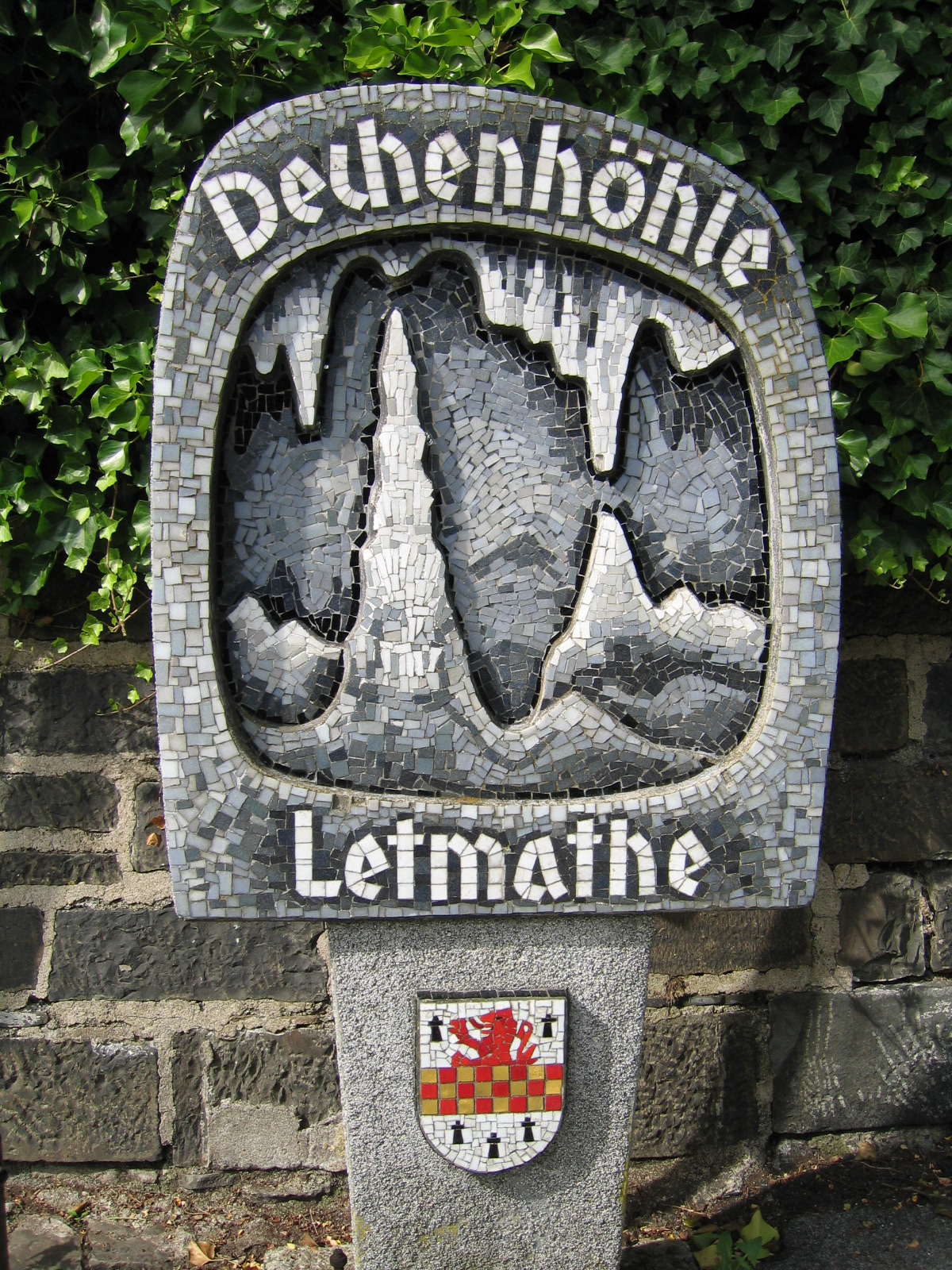
حجر الفسيفساء أمام كهف ديتشن في إيزرلون-ليتماث

كهف ديتشن (بالألمانية: Dechenhöhle) يعتبر كهف إستعراضي في ألمانيا. تقع في الجزء الشمالي من ساويرلاند في إزرلون (المنطقة الخضراء). تم وضع 360 مترًا من الكهف البالغ طوله 870 مترًا للزوار، بدءًا من المكان الذي اكتشف فيه عام 1868 الكهف من قبل عاملين في السكك الحديدية. أسقط العمال مطرقة في شق صخري تبين أنه مدخل كهف بالتنقيط أثناء بحثهم عن الأداة المفقودة. تمت تسمية الكهف باسم رئيس عامل المنجم «هاينريش فون ديشن» 1800-1889، تقديراً لمساهمته في البحث في جيولوجيا راينلاند وويستفاليا.

## المالك
نظرًا لإكتشاف عمال السكك الحديدية للكهف، كان الكهف مملوكًا لأول مرة لشركة السكك الحديدية المحلية - التي بنت خط سكة حديد Letmathe" Fröndenberg"، ولاحقًا من قبل شركة السكك الحديدية الوطنية، كان آخر الكهف هو «السكك الحديدة الإتحادية الألمانية». في عام 1983 تم الإستيلاء على الكهف من قبل "Mark Sauerland Touristik GmbH".

## توقف السكك الحديدة
ولأن الكهف تم العثور عليه وإمتلاكه للسكة الحديد، تم بناء محطة قطار بجوار مدخل الزوار. اليوم، تتوقف خدمات "Ruhr-Sieg-Express (RE16)" و "Ruhr-Sieg-Bahn (RB91)" عند التوقف. يتم تشغيل كل من خدمات RE16 وRB91 بواسطة "Abellio Rail NRW". إنه الكهف الوحيد في ألمانيا الذي توقف.